# Мирний (Орічівський район)
Ми́рний (рос. Мирный) — селище міського типу у складі Орічівського району Кіровської області, Росія. Адміністративний центр Мирнинського міського поселення.

## Населення
Населення становить 4414 осіб (2017; 4247 у 2016, 4411 у 2015, 4523 у 2014, 4298 у 2013, 4444 у 2012, 3912 у 2010, 3582 у 2009, 3618 у 2002, 3929 у 1989, 3608 у 1979, 3250 у 1970).

## Історія
Селище отримало статус міського поселення 1965 року.